# آدئوداتوس دوم

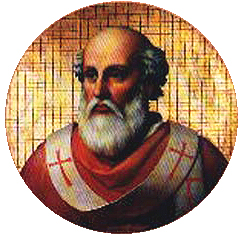

پاپ آدئوداتوس دوم (به انگلیسی: Adeodatus II) یکی از پاپ‌های کلیسای کاتولیک رم بود که از ۶۷۲ تا ۶۷۶ میلادی پاپ بود.